# Herman Kähler

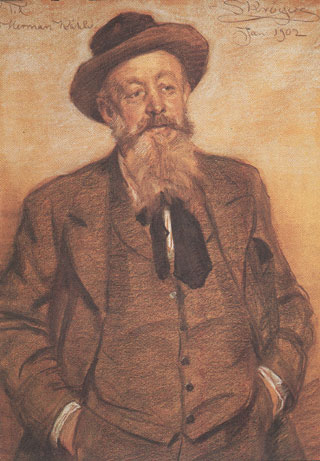
Herman Kähler, Pastell von P. S. Krøyer, 1902

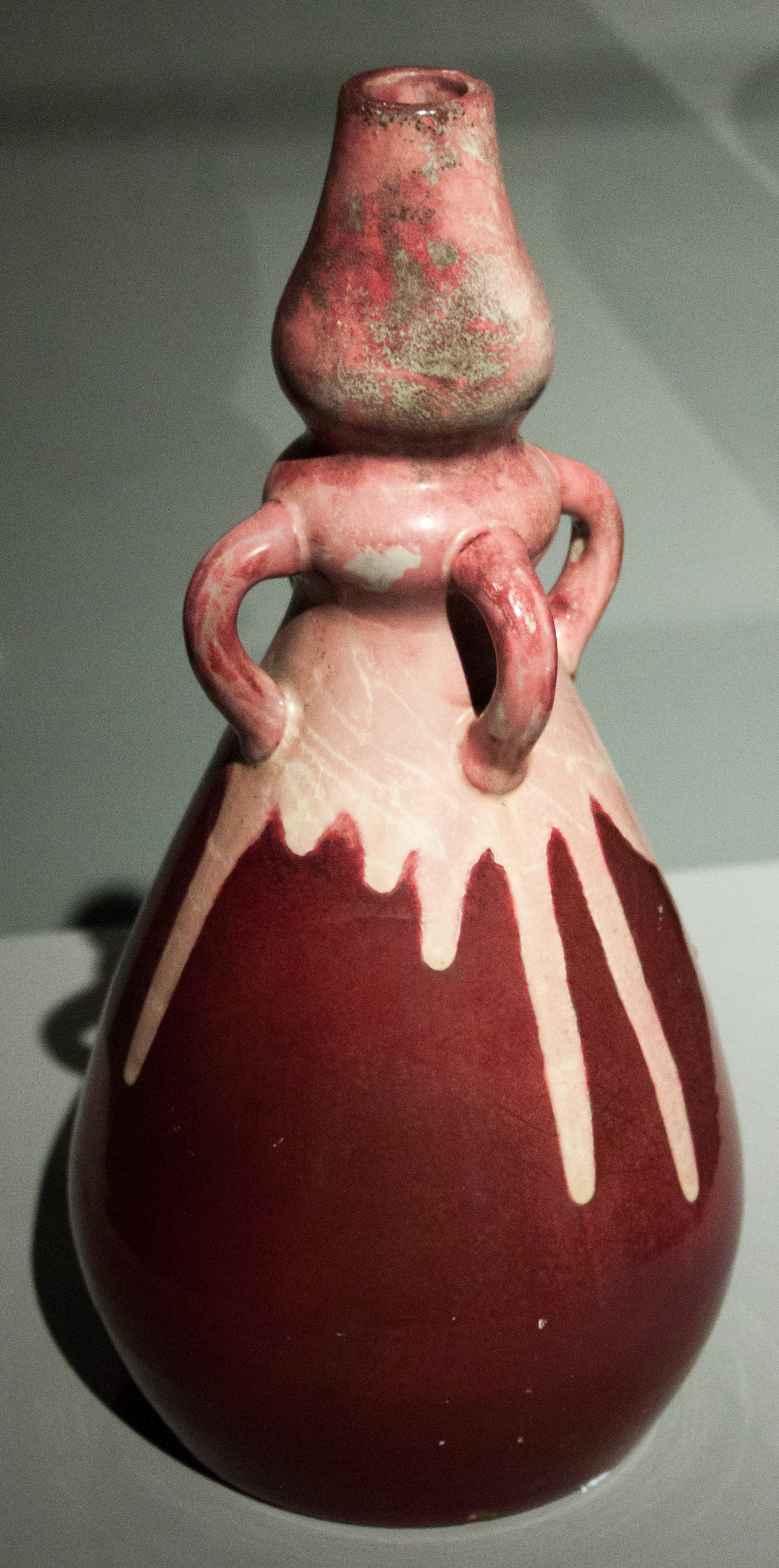
Herman Kähler, Vase mit vier Henkeln und rissiger Glasur, 1900, Ungarisches Museum für Kunstgewerbe, 2013

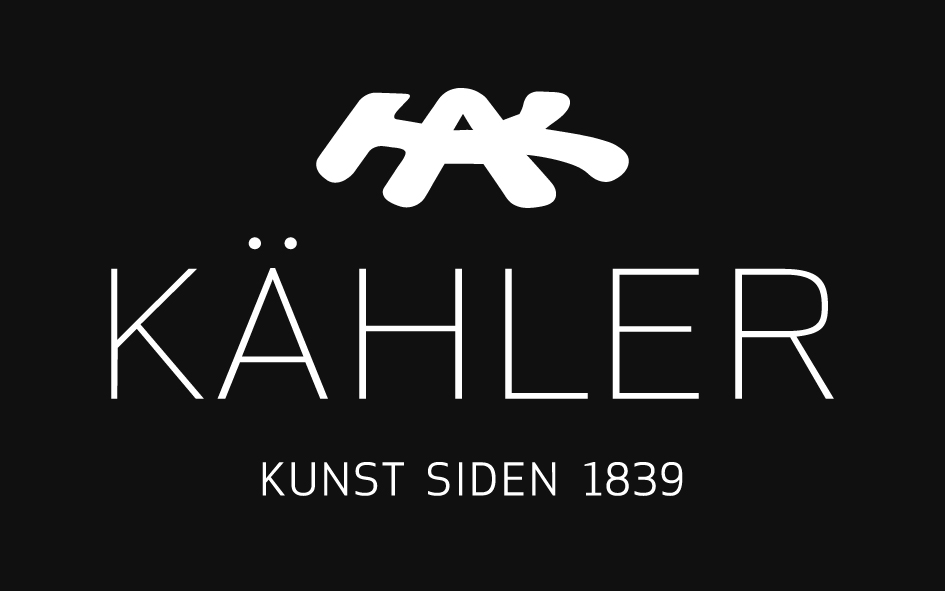
Kähler-Keramik Logo mit typischen Initialen HAK

Herman August Kähler (* 6. März 1846 in Næstved; † 16. November 1917 ebenda) war ein dänischer Keramikfabrikant.

## Herkunft und Ausbildung
Die Eltern von Herman Kähler waren der Töpfer und Kachelofenfabrikant Joachim Christian Herman Kähler (1808–1884), der aus Heiligenhafen in Holstein stammte und Mariane Sophie Kähler, geborene Copmann (1817–1884). Sein eingewanderter Vater erhielt 1839 die dänische Staatsbürgerschaft. Er stellte in Næstved in einer Werkstatt in der Kindhestegade Tonkachelöfen her. Herman A. Kähler ging bei seinem Vater in die Lehre und besuchte die Technikerschule in Næstved, dann von 1864 bis 1865 die Technikerschule in Kopenhagen und wurde gleichzeitig im Winter 1864–1865 von Herman Wilhelm Bissen in dessen Atelier im Modellieren unterrichtet. Nach seiner Lehre bei seinem Vater nahm er Unterricht in Glasurmalerei bei Holmegaard Glasværk. Nach Holmegaard zog er auf der Suche nach Arbeit von Stadt zu Stadt, wie die meisten anderen Handwerker jener Zeit. Er reiste 1865–1867 auf der Waltz mit einem deutschen Wanderbuch durch Europa und arbeitete in Werkstätten in Berlin, Straßburg und Paris. 1867 kehrte er voller Eindrücke und Inspiration nach Næstved zurück und war bereit, die väterliche Werkstatt zu übernehmen.

## Karriere
Wieder zu Hause in Næstved arbeitete er im Geschäft seines Vaters, das er 1872 übernahm. Neben Kachelöfen, Kaminen und Bauornamenten begann er mit dekorativen Schalen und Vasen, Kachelmalerei und dergleichen. 1872 wurde die Werkstatt geteilt: Herman A. Kählers Bruder Carl F. Kähler übernahm die Töpferei, während sich Hermann A. Kähler, der eine Erlaubnis als Tonbrenner erhielt, um die Produktion der Kachelöfen kümmerte. 1875 baute Herman A. Kähler seine eigene Fabrik am Rande der Stadt Næstved, wo er die Ofenherstellung fortsetzte, mit der Herstellung von Dekorationen begann und in den 1880er Jahren die Töpferei wieder aufnahm. Unter Herman August Kähler rückte die Herstellung künstlerisch gestalteter Töpferwaren in den Mittelpunkt. Sie waren es, die die Werkstatt weiter wirtschaftlich hielten.
Herman A. Kähler war seit 1883 mit dem Architekten Vilhelm Klein befreundet, der im Jahr 1875 gemeinsam mit seiner Ehefrau Charlotte Klein die „Zeichenschule für Frauen“ (dänisch Tegneskolen for kvinder) gegründet hatte. Vilhelm Klein begeisterte ihn für italienische Majolika und Fayence. Daraufhin stellte Kähler nun die Porzellanmaler Carl O. J. Lund und Karl Hansen Reistrup als Mitarbeiter ein. Herman A. Kähler sah sich in erster Linie als Handwerker, war aber wach, unermüdlich experimentierfreudig und hatte ein feines Gespür für Kunst und Künstler. Er beherrschte in seiner Technik verschiedenfarbige Glasuren und metallische Lüster und entwickelte einen roten Kupferglanz, der auf den skulptural gestalteten Vasen von Hansen Reistrup gute Verwendung fand. Die Glanzfarben wurden zu seinem Erkennungsmerkmal, insbesondere der rote Glanz. Normalerweise wurde es nur zur Dekoration verwendet, aber auf der Weltausstellung 1889 in Paris stellte er ein Produkt aus, das vollständig in die metallisch rote Glanzglasur getaucht war. Zusammen mit seiner Unterschrift HAK wurde die rote Glanzfarbe zur Markenidentität von Kähler.
Die keramischen Arbeiten von Herman A. Kähler erregten Aufmerksamkeit auf der Nordischen Ausstellung 1888, und sein Ansehen wuchs durch die Teilnahme an den Weltausstellungen in Paris 1889 und in Chicago 1893. Hier u. a. das große Kachelbild „Ægir og hans døtre“ (deutsch „Ägir und seine Töchter“) von Hansen Reistrup nach einer Zeichnung von Lorenz Frølich. Eine Reihe von Industriemuseen in ganz Europa erwarben Arbeiten von ihm für ihre Sammlungen. Herman A. Kähler verstand es, viele Künstler zur Zusammenarbeit mit der Werkstatt in Næstved zu überzeugen. Es entstand sogar eine kleine Künstlerkolonie in dem Ort. Ab 1888 war Karl Hansen Reistrup mit der Werkstatt verbunden, 1890–1891 Thorvald Bindesbøll, 1893–1948 Svend Hammershøi, H. A. Brendekilde und Lauritz Andersen Ring. Sie schufen originelle Keramikprodukte, die zu seinem internationalen Ruhm beitrugen. H. A. Kähler spielte eine enorme Rolle für die Kähler-Werkstatt. Heute sind seine Initialen HAK auf der Unterseite aller Kähler-Produkte eingestanzt.

## Kähler Keramik A/S
Im Jahr 1913 wurde das Unternehmen in eine Aktiengesellschaft umgewandelt mit Herman A. Kähler und seinem Sohn Herman H.C. Kähler (1876–1940) als Direktoren. Jetzt wurden neue Künstler mit der Firma verbunden, Kai Nielsen, Knud Kyhn und vor allem Jens Thirslund. In den Jahren 1913–1960 war Konsul Rasmus Grønholt Co-Direktor. Unter Sohn Herman H.C. Kählers Leitung wurde die dekorative freilaufende Hornmalerei in blauen, grünen und braunen Farben auf glänzender, gelblicher Glasur mit großem künstlerischen Erfolg aufgegriffen. In der Zeit bis 1974 wurde unter den Enkeln Herman J. Kähler (1904–1996) und Nils Kähler (1906–1979) die Produktion erneuert, u. a. mit Steingut und der charakteristischen türkisfarbenen Glasur; aber Streitigkeiten über Führung und Eigentum zwischen den beiden Brüdern und in der Familie schwächten das Geschäft am Ende dieser Zeit, woraufhin die alte Kähler-Werkstatt in andere Hände überging. Später nahmen die Gemeinde Næstved und andere Eigentümer die Keramikproduktion wieder auf und legten eine historische Sammlung von Kähler-Keramiken an. Seit 2018 gehört „Kähler Keramik“ zur dänischen „Rosendahl Design Group“.

## Museen
Arbeiten von Herman A. Kähler findet man in Dänemark insbesondere im Designmuseum Danmark und im Næstved Museum, weltweit in Museen in Paris, New York, Chicago, Malmö, Stockholm, Brüssel, Berlin und San Francisco.

## Familie
Herman A. Kählers Eltern waren der Töpfer Joachim Christian Herman Kähler (1808–1884) und seine Frau Mariane Sophie Copmann (1817–1884). Am 1. Juni 1873 heiratete er in Kopenhagen seine Frau Jansine Elisabeth Christine Berg (* 7. Februar 1848 in Kopenhagen; † 1. März 1901 in Frederiksberg). Sie war die Tochter von Stuhlmachermeister Christoffer Berg (1815–1864) und seiner Frau Oline Marie Wibroe (1817–1900).
Herman A. Kähler starb 1917 in seinem Geburtsort Næstved und wurde auf dem Gamle Næstved Kirkegaard begraben. Das Grab existiert nicht mehr, da es eingeebnet wurde.

## Galerie

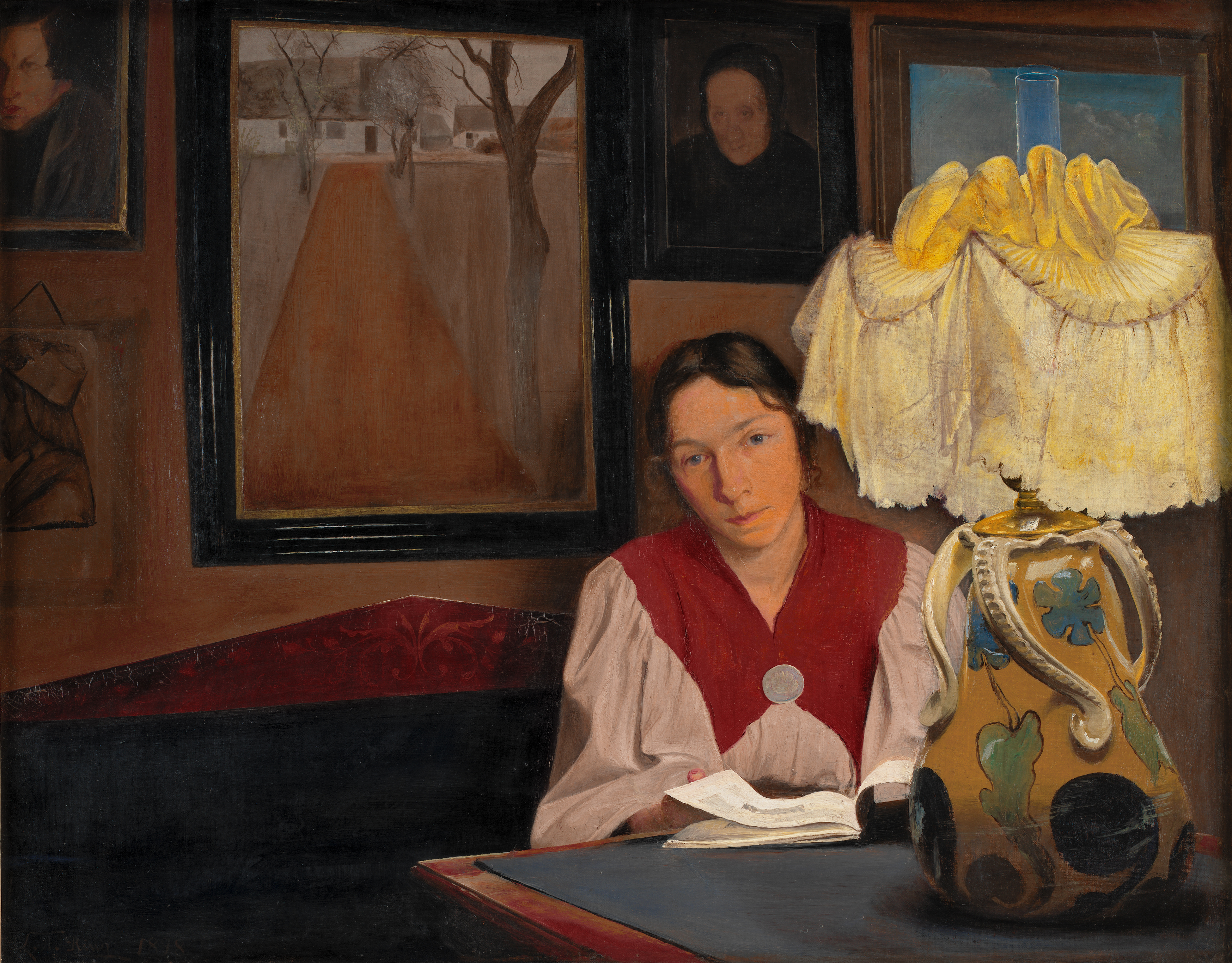
L.A. Ring: Lampelys. Interiør med kunstnerens hustru (deutsch Lampenlicht. Interieur mit der Frau des Künstlers), 1898, Statens Museum for Kunst Leuchte ist eine Kähler-Keramik
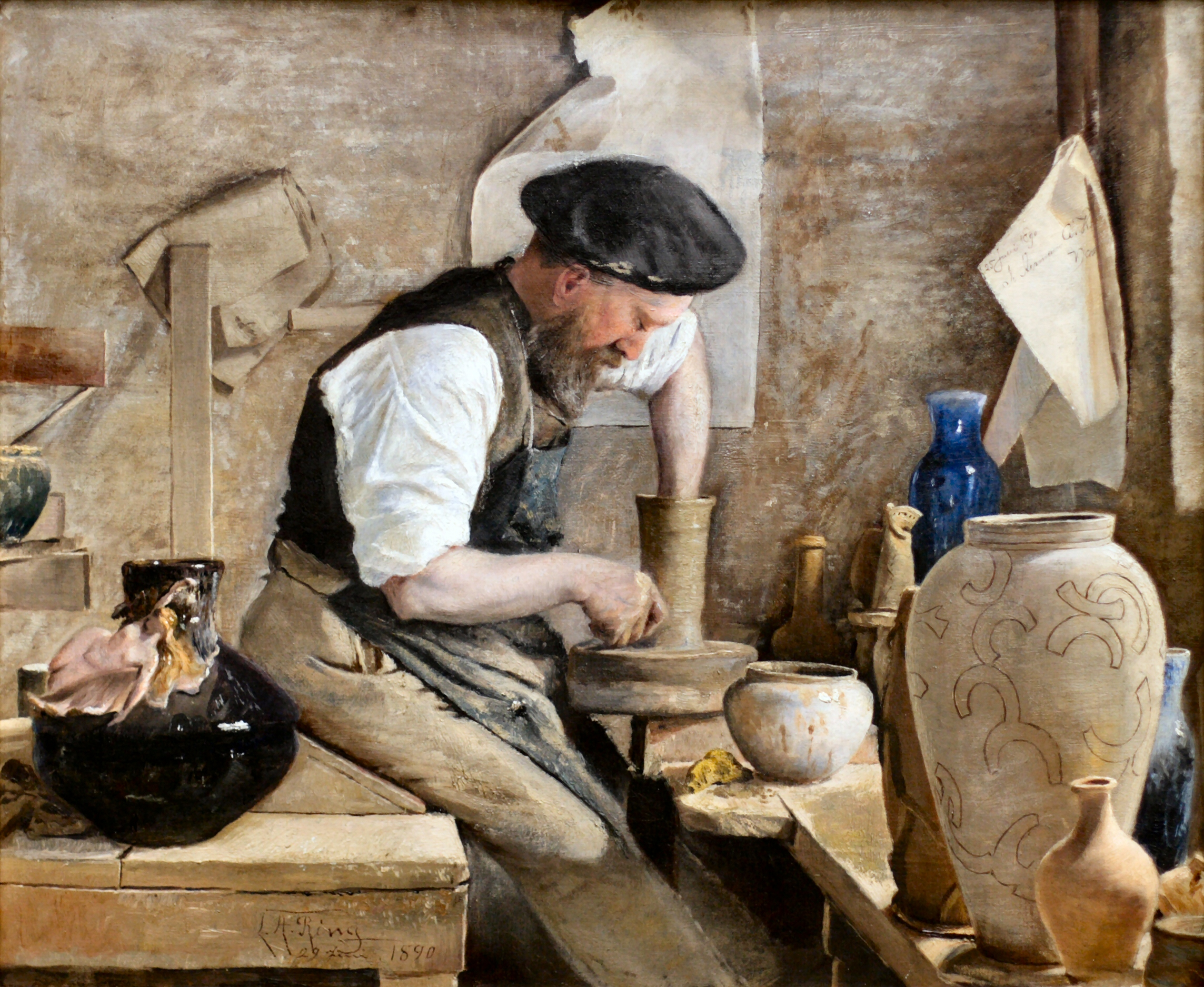
Herman Kähler in seiner Werkstatt, Gemälde von seinem Schwiegersohn L.A. Ring, 1890
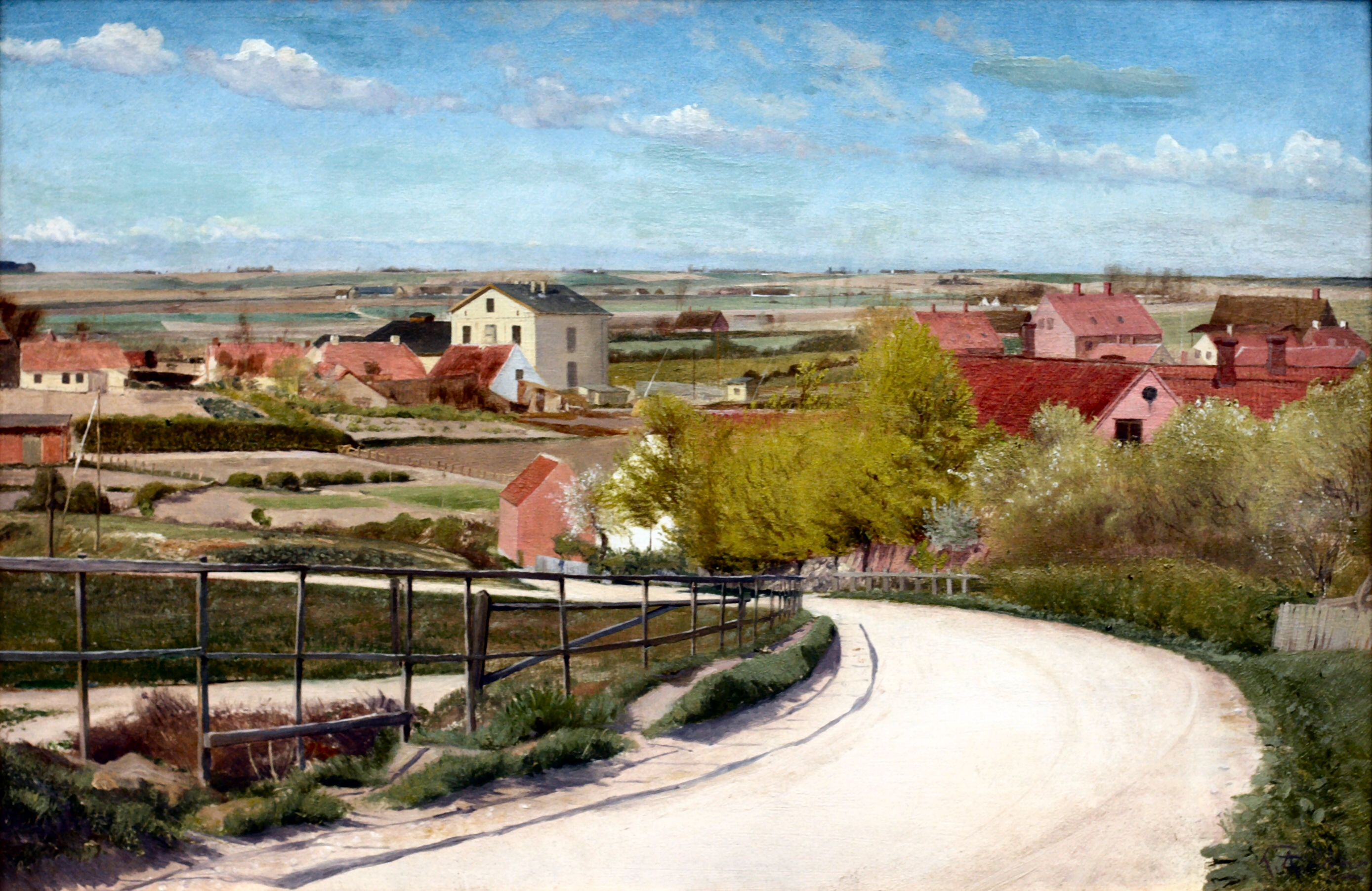
Kählers Gebäude hinter der Bank in Næstved, Gemälde von L.A. Ring, 1895